# 京葉臨海鉄道

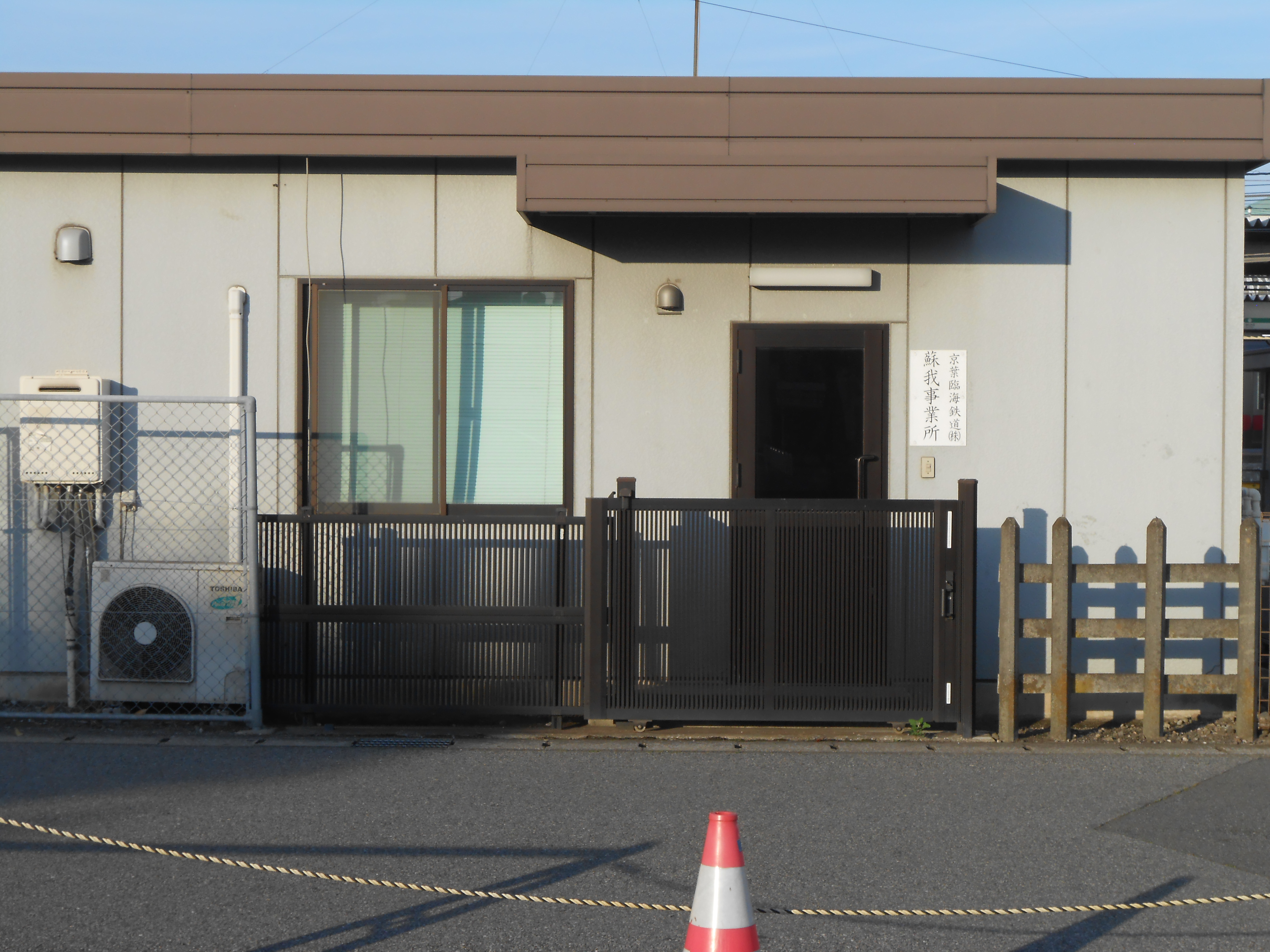
蘇我事業所。蘇我駅西口付近にある。

京葉臨海鉄道株式会社（けいようりんかいてつどう）は日本最古の臨海鉄道で千葉県内で貨物鉄道の運営を行っている、日本貨物鉄道（JR貨物）・千葉県などが出資する臨海鉄道会社である。本社は千葉市中央区新町にある。
日本国有鉄道（国鉄）・沿線自治体・沿線進出企業が出資する第三セクター方式の臨海鉄道会社として1962年に設立された。総営業キロ数は23.8km、1日16往復（2022年現在）。現在貨物駅として機能しているのは、北から千葉貨物駅、浜五井駅、甲子駅、北袖駅、京葉久保田駅の5駅である。同社は千葉県内の鉄道貨物取り扱いを一手に引き受けていて、主な扱い品目は石油・コンテナである。近年は鉄道事業以外にも倉庫事業や不動産事業も行っている。

## 歴史
- 1962年（昭和37年）11月20日 - 会社設立[5]。
- 1963年（昭和38年）9月16日 - 臨海本線が開業[5][6]。
- 1975年（昭和50年）5月10日 - 食品北線[7][6]・食品南線[7][6]が開業。
- 1978年（昭和53年）3月 - 本格パイプラインが整備されていなかった新東京国際空港（現・成田国際空港）への航空燃料輸送（暫定輸送）が開始される[8]。航空燃料暫定輸送鉄道ルート案略図

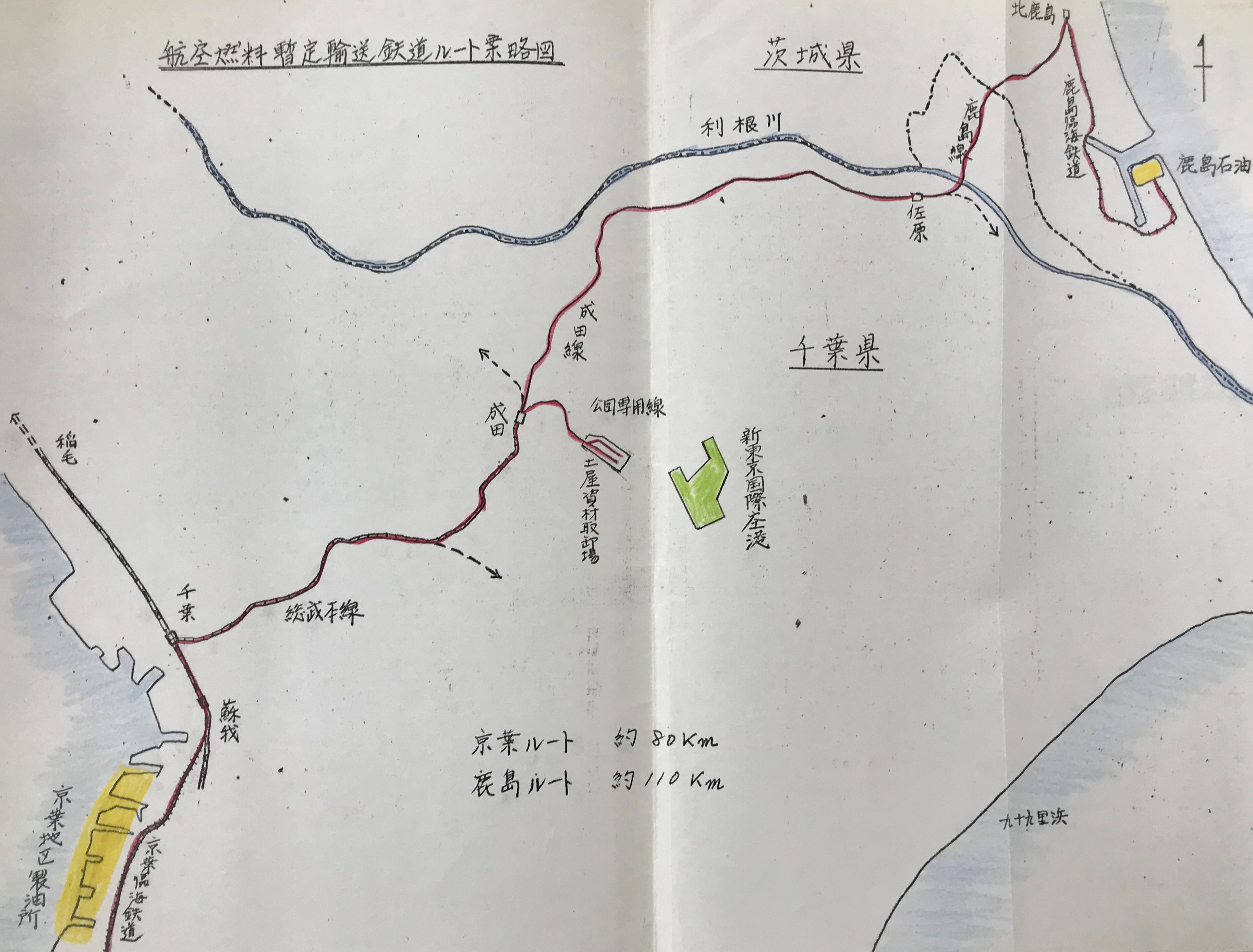
航空燃料暫定輸送鉄道ルート案略図

- 1983年（昭和58年） - 千葉港 - 新東京国際空港間のパイプライン完成に伴い、同空港への航空燃料輸送を終了[4]。
- 1984年（昭和59年） - コンテナ車両による輸送を開始[4]。
- 1994年（平成6年）1月20日 - 食品北線[6]・食品南線[6]を廃止。

## 路線
- 臨海本線
  - 蘇我駅 - 北袖駅（19.9 km）[6]
  - 市原分岐点 - 京葉市原駅（1.6 km）[6]
  - 北袖分岐点 - 京葉久保田駅（2.3 km）[6]
- 食品北線（1994年廃止）
  - 千葉貨物ターミナル駅 - 食品北駅（1.2 km）[7][6]
- 食品南線（1994年廃止）
  - 千葉貨物ターミナル駅 - 食品南駅（1.3 km）[7][6]

## 現有車両
2017年3月31日現在、ディーゼル機関車の種類は3種類、7両が在籍する。下記9両のうち、KD55 105は2012年に仙台臨海鉄道に譲渡されており（その後2021年3月下旬に廃車になった）、残る8両のうちKD55 102・103・201とKD60 1・2・3・4の7両が2007年以降に検査を受けていることが確認されている。
全般検査は自社で施行されている。京葉臨海鉄道で最も古い機関車は「KD55形 103号機」で1967年製造された液体式ディーゼル車である。同車は京葉臨海鉄道のコーポレートカラーである青色に塗装されている。
KD55形（101-103・105・201号）

左：KD55 102 自社発注機で、無線操縦装置を搭載するほか、車体各部形状が0番台や国鉄DD13形とは異なる
中左：KD55 103 元国鉄DD13 346の機関更新機
中右：KD55 105 元国鉄DD13 366の機関更新機
右: KD55 201 自社発注機。冷房装置を搭載するため200番台に区分。無線操縦装置はアンテナと台座のみの準備工事にとどまっている。
- KD55101：KD5510を1991年に機関更新した車両
- KD55102：1992年に新潟鉄工所で製造された車両。この車両から現在の塗色となった。
- KD55103：KD5513を1992年に機関更新した車両
- KD55105：KD5515を1994年に機関更新した車両
- KD55201：1995年に新潟鉄工所で製造された車両。無線操縦装置の準備と冷房装置が取り付けられているため200番台に区分。

KD60形（1-4号）

左：KD60 1 2001年5月日本車輛製。その後鹿島臨海鉄道KRD64形・神奈川臨海鉄道DD60形・名古屋臨海鉄道ND60形が共通仕様で製作されている。

右：KD60 4 試作的要素のあった1号機に対し、量産型の2号機以降は各部形状が異なる。
- KD601：2001年に日本車輌で製造された車両
- KD602：2002年に日本車輌で製造された車両
- KD603：2004年に日本車輌で製造された車両
- KD604：2008年に日本車輌で製造された車両

国鉄DD13形ディーゼル機関車をベースとしつつ、機関を三菱製の小型のものとして機関室の高さを低くし、運転室からの視界を拡大させた。
DD200形
従来のKD55形の置き換え用として、JR貨物に導入されているDD200形を京葉臨海鉄道でも導入した。2021年6月に到着し、「RED MARINE」の愛称が発表された。

### 過去に保有していた車両
KD501
三井芦別鉄道DD503を1989年に譲り受けた車両。豪雪地用の縦2列の前照灯が特徴。2000年に廃車された。

## 受託業務
JR貨物から次の業務を受託している。
- 新小岩信号場駅・越中島貨物駅・金町駅・蘇我駅の構内入換
- 貨車の交番検査
- JR貨物千葉機関区構内の機関車入換